# KAOD BC
El KAO Dramas fue un club de baloncesto profesional de la ciudad de Drama, que militó en la A1 Ethniki, máxima categoría del baloncesto griego. disputaba sus partidos en el Drama Indoor Hall, con capacidad para 1.600 espectadores.

## Palmarés
- Segundo de la División B: 2008
- Campeón de la A2 Ethniki: 2011